# 白波多カミン
白波多 カミン （しらはた かみん、1988年5月12日 - ）は、日本のシンガーソングライター、女優。京都府京都市出身、東京都在住。

## 経歴
小学6年からギターを始め、高校3年から歌を書き始める。その後下鴨神社での巫女も経験した。
2009年4月からシンガーソングライターとしてのソロ活動を開始。 5月に自主制作音源「empreinte」を発表した。
関西の老舗レーベル「ギューンカセット」から2011年11月にアルバム『ランドセルカバーのゆくえ』でデビュー。2014年の2ndアルバム『くだもの』は元ミドリのハジメタルがキーボーディストとして参加した。2015年に3rdアルバム『白波多カミン』をリリース。
2013年には初音ミクに扮してボーカリストを務めるライブユニット「初音階段」をJOJO広重らと結成した。2014年野外フェス「りんご音楽祭」に参加、2015年渋谷パルコの「シブカル祭。」に参加した。
2015年、MO'SOME TONEBENDERの百々和宏をプロデューサーに迎え、4人組バンド「白波多カミン with Placebo Foxes」として活動開始。2016年、日本コロムビアからメジャーデビューアルバム『空席のサーカス』をリリースした。2017年10月15日のライブをもって白波多カミン with Placebo Foxesは解散し、再びソロ活動に戻る。
女優としても活動し、2020年公開の映画『東京バタフライ』で主演を務め、音楽、主題歌も担当した。
2024年9月18日をもって、活動休止することを発表。

## 作品

### アルバム

#### 白波多カミン名義
|     | 発売日         | タイトル                 |
| 1st | 2011年11月25日 | ランドセルカバーのゆくえ |
| 2nd | 2014年4月16日  | くだもの                 |
| 3rd | 2015年3月11日  | 白波多カミン             |

#### 白波多カミン with Placebo Foxes名義
|     | 発売日        | タイトル       |
| 1st | 2016年3月23日 | 空席のサーカス |

## 出演

### 映画
- 『意味なし人生ちゃん、宇宙へ』（2017年、澁谷桂一監督） MOOSIC LABコンペティション短編部門ミュージシャン賞受賞[7]
- 『東京バタフライ』（2020年、佐近圭太郎監督） - 主演・安曇 役
- 『イバラ・夜の祈り』（2023年、堀江実監督） - 松井ミカ 役[8]

### 舞台
- 劇団快快(ふぁいふぁい)新作公演『ルイ・ルイ』（2019年）
- 鉄工島フェス 快快パフォーマンス「HANEDABUSHI」（2019年）